# Huntleya fasciata
Huntleya fasciata är en orkidéart som beskrevs av Jack Archie Fowlie. Huntleya fasciata ingår i släktet Huntleya och familjen orkidéer. Inga underarter finns listade i Catalogue of Life.

## Bildgalleri

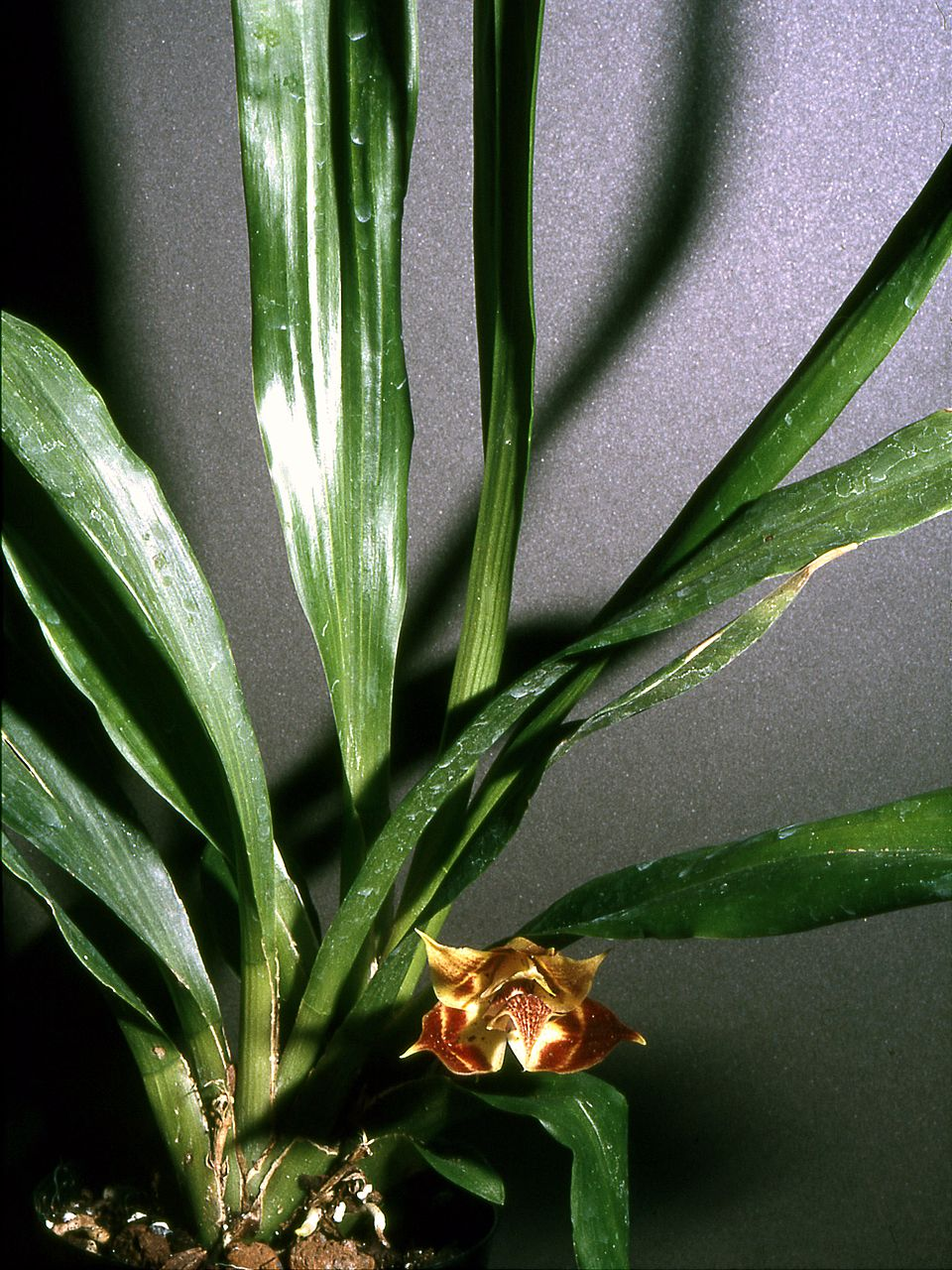